# Tit Sexti Laterà (cònsol 154)
Tit Sexti Laterà (llatí: Titus Sextius Lateranus) va ser un magistrat romà membre de la família dels Laterans de la gens Sèxtia, a la qual va pertànyer el primer cònsol plebeu Luci Sexti Sextí Laterà el 366 aC.
Va ser un senador romà actiu al segle ii. L'any 154, va ser cònsol ordinari i tenia com a col·lega Luci Aureli Ver. Era fill de Tit Sexti Corneli Africà, que havia estat cònsol l'any 112. Hom li suposa una germana anomenada Sèxtia, que es va casar amb un cert Api Claudi Pulcre que va ser cònsol en algun any del segle ii.
El cursus honorum de Tit Sexti Laterà es pot reconstruir a partir d'una inscripció trobada a Roma. La inscripció diu que formava part dels tresviri monetalis (superintendents de la seca), el més prestigiós dels quatre grups que formaven els vigintivirs, i que feia la seva tasca com a qüestor. Això indica que era membre de l'ordre patrici. En data desconeguda, era un membre dels sodales Hadrianales, un col·legi sacerdotal que realitzava rituals i oracions en honor de l'emperador Hadrià. Va ser procònsol de la província d'Àfrica l'any 168-169. El seu fill va ser cònsol l'any 197.